# Ana Yancy Clavel
Ana Yancy Clavel Espinoza (San Salvador, 28 aprile 1992) è una modella salvadoregna, incoronata Nuestra Belleza El Salvador Universo 2012 durante l'evento tenutosi presso l'Hotel Royal Decameron di Sonsonate, il 27 aprile 2012.
La modella è stata incoronata dalla detentrice del titolo uscente Alejandra Ochoa. Dietro di lei si sono classificate Maria Luisa Vicuña (Nuestra Belleza El Salvador Mundo), Irene Carballo (seconda classificata) e Tania Arteaga (terza classificata).
Vincendo il titolo, Ana Yancy Clavel si è guadagnata il diritto di rappresentare la propria nazione al prestigioso concorso di bellezza internazionale Miss Universo 2012, che si terrà a dicembre.